# 普里查德峰
普里查德峰（英語：Pritchard Peak）是南極洲的山峰，位於奧次地，處於薩布羅峰東南面6公里，屬於不列顛嶺的一部分，海拔高度超過1,800米，現時由南極條約體系管理。